# Les Pruneaux d'Agen
Les Pruneaux d'Agen (UCI код: LPA) — французская женская профессиональная шоссейная велокоманда.

## История
В 2005 году бюджет команды составлял около 60 000 евро. Поэтому персонал команды и гонщики не получали зарплату, команда существовала на принципах волонтёрства.

## Руководство
При создании команды ею руководил Ален Брюнель. Он представлял команду в UCI, ему помогали Даниэль Гийон и Кристофер Георгас. В следующем году командой управляли Николя Кудрей и Франсис Сарнецки. В 2007 году, хотя Николя Кудрей оставался представителем UCI, Даниэль Гасту сменил его на посту директора. Его заместителем стал Жермен Риберпре.

## Спонсоры
Партнёром команды выступал производитель сухофруктов, Pruneaux d'Agen — Les Vergers de Bertounèche.

## Классификация UCI
Таблица показывает положение команды в рейтинге Международного союза велосипедистов в конце сезона, а также лучшего гонщика в индивидуальном зачёте в каждом сезоне.
| Год  | Командный рейтинг | Лучшая гонщица в индивидуальном зачёте |
| 2005 | 22                | -                                      |
| 2006 | 25                | Элизабет Шеван-Брюнель (114)           |
| 2007 | 36                | Тиина Ниеминен (182)                   |

## Победы команды

### Национальные чемпионаты
Шоссейный велоспорт
 Чемпионат Финляндии: 3
- Групповая гонка: 2007 (Тиина Ниеминен[англ.])
- Индивидуальная гонка: 2005 и 2007 (Тиина Ниеминен[англ.])

Трековый велоспорт
 Чемпионат Новой Зеландии: 1
- Скрэтч: 2006 (Тэмми Бойд[англ.])